# Manuel Elices Calafat
Manuel Elices Calafat (Mahón, Menorca, 2 de abril de 1938) es un ingeniero y físico español, profesor universitario de Ciencia de los Materiales en la Universidad Politécnica de Madrid.

## Formación académica
Manuel Elices es Ingeniero de Caminos, Canales y Puertos por la Universidad Politécnica de Madrid y licenciado en Ciencias físicas por la Universidad Complutense. Asimismo se doctoró en Ingeniería de Caminos, Canales y Puertos.

## Carrera profesional
Ocupa el puesto de catedrático de Ciencia de los Materiales en la Universidad Politécnica de Madrid (UPM), siendo también profesor visitante en diversas universidades europeas, de Estados Unidos y de Hispanoamérica. Ha sido subdirector de la Escuela de Ingenieros de Caminos e impulsor de la nueva titulación de Ingeniería de Materiales en la Universidad Politécnica de Madrid. También ha ocupado los puestos de vicerrector de la UPM, y coordinador del Área de Materiales en la Comisión Asesora de Investigación Científica y Técnica (CAICYT).
Ha sido asesor del Consejo de Seguridad Nuclear, del Centro para el Desarrollo Tecnológico e Industrial (CDTI), de diversos ministerios del gobierno de España y de la Comunidad de Madrid.

## Publicaciones
Es autor de numerosas publicaciones científicas: más de trescientos artículos en revistas científicas internacionales, así como libros y capítulos de libros. Es editor asociado en varias publicaciones internacionales de su especialidad.
Entre sus aficiones destaca el buceo y la fotografía submarina, siendo autor de las imágenes del volumen sobre Peces, (tomo V, Vol. 1 y 2) de la Enciclopedia de Menorca, trabajos publicados en 2002 y 2005 junto a Luis Cardona Pascual, autor del texto.

## Sociedades científicas
Es miembro numerario de diversas sociedades científicas: la Real Academia de Ciencias Exactas, Físicas y Naturales desde 1994, la Real Academia de Ingeniería de España y la Academia Europaea. Es el único miembro español de la National Academy of Engineering de los Estados Unidos de América. También es miembro del patronato de la Fundación IMDEA Materiales.
Manuel Elices es uno de los fundadores del Grupo Español de Mecánica de la Fractura, y miembro del Consejo Europeo de Fractura. Cofundador de la asociación internacional Fracture Mechanics of Concrete Structures. 

## Premios y distinciones
Es doctor Honoris Causa por la universidad de Navarra y la universidad Carlos III de Madrid (1995). En el año 2005 recibió la Medalla de la Real Sociedad Española de Física.
En 2011 recibió el Premio Nacional de Ingeniería Civil en reconocimiento de su carrera profesional y por sus investigaciones sobre el comportamiento mecánico de hormigones y aceros, la mecánica de la fractura y la seguridad estructural y, más recientemente, sobre materiales biológicos y biomateriales.
Ha recibido asimismo el Premio Nacional Leonardo Torres Quevedo, la medalla Bengough de la Metals Society, la medalla de la Asociación Española del Hormigón Pretensado (actualmente Asociación Científico-Técnica del Hormigón Estructural), la medalla de la Real Sociedad Española de Física, el premio Du Pont en Ciencia de Materiales, y el Premio Ramon Llull (1998). Es poseedor de la Cruz del Mérito Naval y la Cruz del Mérito Militar.